# Фейсал ибн Фархан Аль Сауд
Фе́йсал ибн Фарха́н ибн Абдулла́х А́ль Сау́д (араб. فيصل بن فرحان بن عبد الله آل سعود‎; род. 1 ноября 1974, Франкфурт-на-Майне, Гессен, Германия) — саудовский государственный деятель и дипломат; министр иностранных дел Саудовской Аравии и член Совета министров Саудовской Аравии с 23 октября 2019 года. Ранее занимал должность советника в Министерстве иностранных дел и старшего советника с отличным званием в посольстве Королевства в Вашингтоне с 2018 по 2019 год. Также занимал должность посла Королевства в Германии с 10 февраля 2019 года до вступления в должность министра иностранных дел в октябре того же года.

## Биография
Родился 1 ноября 1974 года в Франкфурт-на-Майне (Германия). Вырос в Королевстве и имеет степень бакалавра бизнес-администрирования Университета короля Сауда в Эр-Рияде. Его происхождение восходит к семье Саудитов из ветви Фархана ибн Сауда, брата имама Мухаммада ибн Сауда, двух сыновей Сауда I ибн Мухаммада Аль Мукрина.

## Карьера
Принц Фейсал занимал пост председателя совета директоров саудовской компании по техническому обслуживанию и эксплуатации с 1996 по 1998 год. Вице-президент, а затем президент компании Al Salam Aircraft Company с 2001 по 2013 год.
В 2017 году он был назначен советником Министерства иностранных дел, так как он был членом совета директоров Саудовской военной промышленной компании и председателем её исполнительного комитета. Также был старшим советником посольства Королевства в Вашингтоне с 2018 по 2019 год. В качестве эксперта по оборонно-промышленности он также возглавлял совместное американо-саудовское предприятие с аэрокосмической компанией Boeing.

### Посол Саудовской Аравии в Германии
В 2019 году был назначен послом Королевства в Германии до своего назначения министром иностранных дел.
В ноябре 2017 года Саудовская Аравия отозвала своего тогдашнего посла в Германии Халида ибн Бандара ибн Султана Аль Сауда в знак протеста против заявления, сделанного тогдашним министром иностранных дел Германии Зигмаром Габриэлем. Габриэль явно критиковал активное влияние королевства на расстановку политических сил в Ливане. После почти года дипломатического кризиса и вакансии посла, Саудовская Аравия отправила своего посла обратно в Берлин, но 27 марта 2019 года его заменил Фейсал ибн Фархан. Саудовские диссиденты, проживающие в Германии, не были довольны назначением Фейсала. Диссидент Халид ибн Фархан Аль Сауд, дальний родственник нового посла, опасался, что дипломат может оказать давление и на представителей оппозиции. Телерадиокомпания Германии Deutsche Welle заявила, что не исключает, что Фейсала ибн Фархана отправили в Германию для преследования саудовских диссидентов, проживающих в стране. У Фейсала хорошие отношения с наследным принцем королевства Мухаммедом ибн Салманом Аль Саудом.

### Министр иностранных дел Саудовской Аравии
23 октября 2019 года король Салман ибн Абдул-Азиз Аль Сауд отстранил от должности министра иностранных дел и назначил на эту должность принца Фейсала ибн Фархана. В 2018 году Ибрагим аль-Ассаф сменил Аделя аль-Джубейра на посту министра иностранных дел. Он, как и его предшественник, был сначала назначен советником министра, а затем министром иностранных дел.
19 августа 2020 года принц Фейсал заявил, что мирное соглашение между Израилем и Объединёнными Арабскими Эмиратами можно рассматривать как позитивное, но Саудовская Аравия не будет нормализовывать отношения до тех пор, пока не будет подписан мир с палестинцами, как мы надеемся, в рамках Арабской мирной инициативы.
Саудовская Аравия стремится запланировать пятый раунд прямых переговоров с соперничающим Ираном, несмотря на “отсутствие существенного прогресса” в предыдущих раундах, заявил министр иностранных дел королевства на Мюнхенской конференции по безопасности в субботу, 19 февраля 2022 года.

## Награды
6 апреля 2021 года король Салман вручил ему орден короля Абдул-Азиза первого класса.